# Pan Pacific Open
Pan Pacific Open (japoneză 東レ パン・パシフィック・オープン・テニストーナメント), sponsorizat în prezent de Toray Industries, este un turneu de tenis pentru femei în aer liber, organizat anual la Tokyo, Japonia. Este un turneu WTA Premier din Turul WTA.
Turneul a avut loc pentru prima dată în 1976 sub numele de Sillook Open la Tokyo. În 1982 a fost redenumit TV Tennis Open, iar în 1983 a fost schimbat din nou în Queens Grand Prix. Numele său actual, Pan Pacific Open, a fost desemnat în 1984 și s-a jucat în mod tradițional pe covor sintetic, în interior, la Tokyo Metropolitan Gymnasium. În 2008, turneul s-a mutat pe terenurile cu suprafață dură, în aer liber, de la Ariake Colosseum. A fost clasificat ca turneu de nivel I din 1993 până în 2008. Apoi, a devenit un turneu Premier 5 în 2009, până când a fost retrogradat la un eveniment Premier, licența fiind ransferată la nou înființatul turneu Wuhan Open din China.

## Rezultate

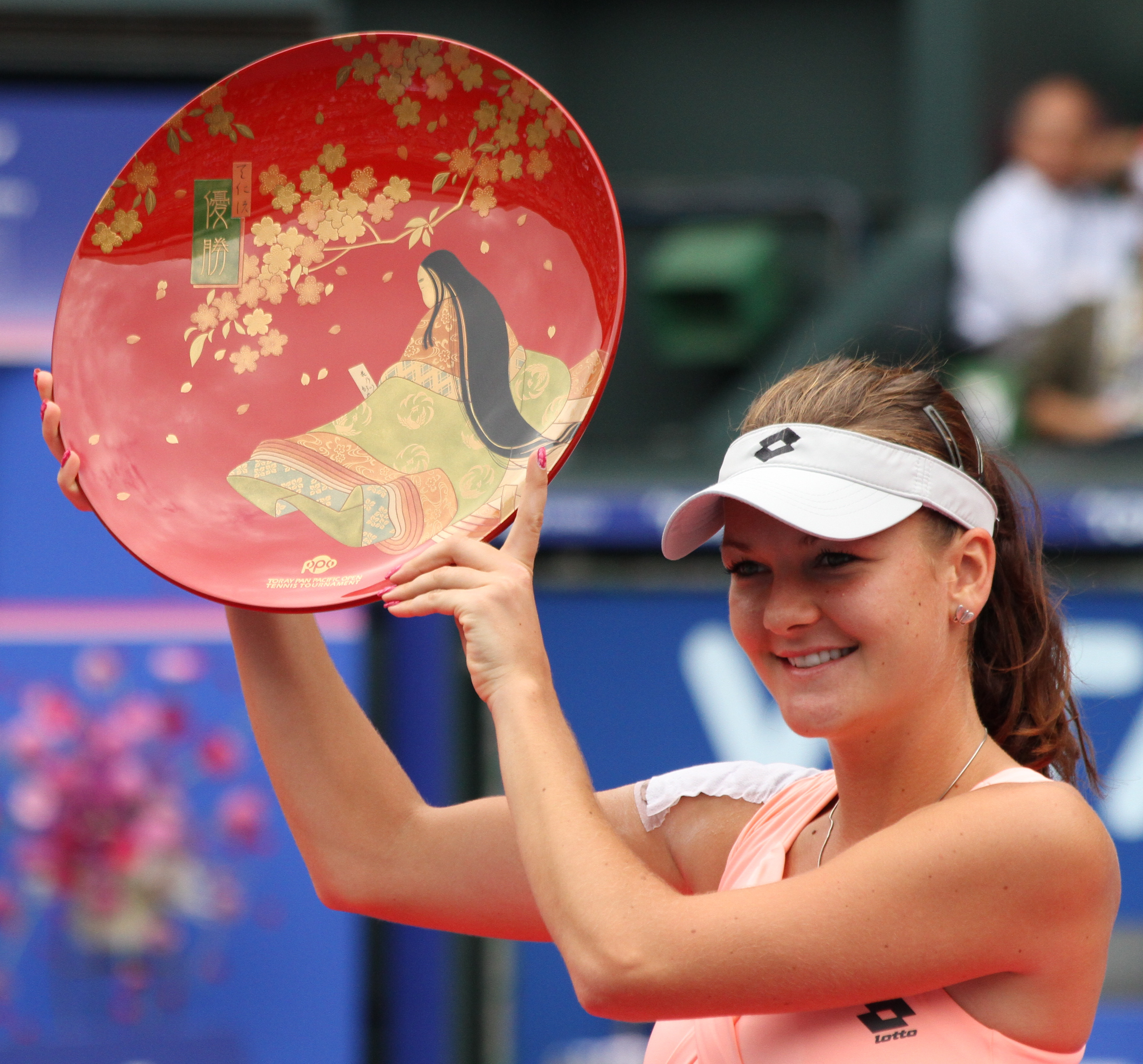
Agnieszka Radwańska, cîștigătoarea din 2011 cu trofeul

### Simplu
| An                       | Campioană                              | Finalistă                              | Scor                                   |
| ------------------------ | -------------------------------------- | -------------------------------------- | -------------------------------------- |
| 1976                     | Betty Stöve                            | Margaret Court                         | 1–6, 6–4, 6–3                          |
| 1977                     | Virginia Wade                          | Martina Navratilova                    | 7–5, 5–7, 6–4                          |
| 1978                     | Virginia Wade (2)                      | Betty Stöve                            | 6–4, 7–6                               |
| 1979                     | Billie Jean King                       | Evonne Goolagong                       | 6–4, 7–5                               |
| 1980                     | Billie Jean King (2)                   | Terry Holladay                         | 7–5, 6–4                               |
| 1981                     | Ann Kiyomura                           | Bettina Bunge                          | 6–4, 7–5                               |
| 1982                     | Bettina Bunge                          | Barbara Potter                         | 7–6, 6–2                               |
| 1983                     | Lisa Bonder                            | Andrea Jaeger                          | 6–2, 5–7, 6–1                          |
| 1984                     | Manuela Maleeva                        | Claudia Kohde-Kilsch                   | 3–6, 6–4, 6–4                          |
| 1985                     | Manuela Maleeva (2)                    | Bonnie Gadusek                         | 7–6(7–2), 3–6, 7–5                     |
| 1986                     | Steffi Graf                            | Manuela Maleeva                        | 6–4, 6–2                               |
| 1987                     | Gabriela Sabatini                      | Manuela Maleeva-Fragnière              | 6–4, 7–6(8–6)                          |
| 1988                     | Pam Shriver                            | Helena Suková                          | 7–5 6–1                                |
| 1989                     | Martina Navratilova                    | Lori McNeil                            | 6–7(3–7), 6–3, 7–6(7–5)                |
| ↓ Tier II tournament ↓   |                                        |                                        |                                        |
| 1990                     | Steffi Graf (2)                        | Arantxa Sánchez Vicario                | 6–1, 6–2                               |
| 1991                     | Gabriela Sabatini (2)                  | Martina Navratilova                    | 2–6, 6–2, 6–4                          |
| 1992                     | Gabriela Sabatini (3)                  | Martina Navratilova                    | 6–2, 4–6, 6–2                          |
| ↓ Tier I tournament ↓    |                                        |                                        |                                        |
| 1993                     | Martina Navratilova (2)                | Larisa Savchenko-Neiland               | 6–2, 6–2                               |
| 1994                     | Steffi Graf (3)                        | Martina Navratilova                    | 6–2, 6–4                               |
| 1995                     | Kimiko Date                            | Lindsay Davenport                      | 6–1, 6–2                               |
| 1996                     | Iva Majoli                             | Arantxa Sánchez Vicario                | 6–4, 6–1                               |
| 1997                     | Martina Hingis                         | Steffi Graf                            | w/o                                    |
| 1998                     | Lindsay Davenport                      | Martina Hingis                         | 6–3, 6–3                               |
| 1999                     | Martina Hingis (2)                     | Amanda Coetzer                         | 6–2, 6–1                               |
| 2000                     | Martina Hingis (3)                     | Sandrine Testud                        | 6–3, 7–5                               |
| 2001                     | Lindsay Davenport (2)                  | Martina Hingis                         | 6–7(4–7), 6–4, 6–2                     |
| 2002                     | Martina Hingis (4)                     | Monica Seles                           | 7–6(8–6), 4–6, 6–3                     |
| 2003                     | Lindsay Davenport (3)                  | Monica Seles                           | 6–7(6–8), 6–1, 6–2                     |
| 2004                     | Lindsay Davenport (4)                  | Magdalena Maleeva                      | 6–4, 6–1                               |
| 2005                     | Maria Sharapova                        | Lindsay Davenport                      | 6–1, 3–6, 7–6(7–5)                     |
| 2006                     | Elena Dementieva                       | Martina Hingis                         | 6–2, 6–0                               |
| 2007                     | Martina Hingis (5)                     | Ana Ivanovic                           | 6–4, 6–2                               |
| 2008                     | Dinara Safina                          | Svetlana Kuznetsova                    | 6–1, 6–3                               |
| ↓ Premier 5 tournament ↓ |                                        |                                        |                                        |
| 2009                     | Maria Sharapova (2)                    | Jelena Janković                        | 5–2 ret.                               |
| 2010                     | Caroline Wozniacki                     | Elena Dementieva                       | 1–6, 6–2, 6–3                          |
| 2011                     | Agnieszka Radwańska                    | Vera Zvonareva                         | 6–3, 6–2                               |
| 2012                     | Nadia Petrova                          | Agnieszka Radwańska                    | 6–0, 1–6, 6–3                          |
| 2013                     | Petra Kvitová                          | Angelique Kerber                       | 6–2, 0–6, 6–3                          |
| ↓ WTA 500 ↓              |                                        |                                        |                                        |
| 2014                     | Ana Ivanovic                           | Caroline Wozniacki                     | 6–2, 7–6(7–2)                          |
| 2015                     | Agnieszka Radwańska (2)                | Belinda Bencic                         | 6–2, 6–2                               |
| 2016                     | Caroline Wozniacki (2)                 | Naomi Osaka                            | 7–5, 6–3                               |
| 2017                     | Caroline Wozniacki (3)                 | Anastasia Pavlyuchenkova               | 6–0, 7–5                               |
| 2018                     | Karolína Plíšková                      | Naomi Osaka                            | 6–4, 6–4                               |
| 2019                     | Naomi Osaka                            | Anastasia Pavlyuchenkova               | 6–2, 6–3                               |
| 2020 2021                | Anulat din cauza pandemiei de COVID-19 | Anulat din cauza pandemiei de COVID-19 | Anulat din cauza pandemiei de COVID-19 |
| 2022                     | Liudmila Samsonova                     | Zheng Qinwen                           | 7–5, 7–5                               |
| 2023                     | Veronika Kudermetova                   | Jessica Pegula                         | 7–5, 6–1                               |
| 2024                     | Zheng Qinwen                           | Sofia Kenin                            | 7–6(7–5), 6–3                          |

### Dublu
| An                       | Campioane                                  | Finaliste                                  | Scor                                   |
| ------------------------ | ------------------------------------------ | ------------------------------------------ | -------------------------------------- |
| 1984                     | Claudia Kohde-Kilsch Helena Suková         | Elizabeth Sayers-Smylie Catherine Tanvier  | 6–4, 6–4                               |
| 1985                     | Claudia Kohde-Kilsch (2) Helena Suková (2) | Marcella Mesker Elizabeth Sayers-Smylie    | 6–0, 6–4                               |
| 1986                     | Bettina Bunge Steffi Graf                  | Katerina Maleeva Manuela Maleeva           | 6–1, 6–7(4–7), 6–2                     |
| 1987                     | Anne White Robin White                     | Katerina Maleeva Manuela Maleeva-Fragnière | 6–1, 6–2                               |
| 1988                     | Pam Shriver Helena Suková (3)              | Gigi Fernández Robin White                 | 4–6, 6–2, 7–6(7–5)                     |
| 1989                     | Katrina Adams Zina Garrison                | Mary Joe Fernández Claudia Kohde-Kilsch    | 6–3, 3–6, 7–6(7–5)                     |
| 1990                     | Gigi Fernández Elizabeth Sayers-Smylie     | Jo-Anne Faull Rachel McQuillan             | 6–2, 6–2                               |
| 1991                     | Kathy Jordan Elizabeth Sayers-Smylie (2)   | Mary Joe Fernández Robin White             | 4–6, 6–0, 6–3                          |
| 1992                     | Arantxa Sánchez Helena Suková (4)          | Martina Navratilova Pam Shriver            | 7–5, 6–1                               |
| ↓ Tier I tournament ↓    |                                            |                                            |                                        |
| 1993                     | Martina Navratilova Helena Suková (5)      | Lori McNeil Rennae Stubbs                  | 6–4, 6–3                               |
| 1994                     | Elizabeth Sayers-Smylie (3) Pam Shriver    | Manon Bollegraf Martina Navratilova        | 6–3, 3–6, 7–6(7–3)                     |
| 1995                     | Gigi Fernández (2) Natasha Zvereva         | Lindsay Davenport Rennae Stubbs            | 6–0, 6–3                               |
| 1996                     | Gigi Fernández (3) Natasha Zvereva (2)     | Mariaan de Swardt Irina Spîrlea            | 7–6(9–7), 6–3                          |
| 1997                     | Lindsay Davenport Natasha Zvereva (3)      | Gigi Fernández Martina Hingis              | 6–4, 6–3                               |
| 1998                     | Martina Hingis Mirjana Lučić-Baroni        | Lindsay Davenport Natasha Zvereva          | 7–5, 6–4                               |
| 1999                     | Lindsay Davenport (2) Natasha Zvereva (4)  | Martina Hingis Jana Novotná                | 6–2, 6–3                               |
| 2000                     | Martina Hingis (2) Mary Pierce             | Alexandra Fusai Nathalie Tauziat           | 6–4, 6–1                               |
| 2001                     | Lisa Raymond Rennae Stubbs                 | Anna Kournikova Iroda Tulyaganova          | 7–6(7–5), 2–6, 7–6(8–6)                |
| 2002                     | Lisa Raymond (2) Rennae Stubbs (2)         | Els Callens Roberta Vinci                  | 6–1, 6–1                               |
| 2003                     | Elena Bovina Rennae Stubbs (3)             | Lindsay Davenport Lisa Raymond             | 6–3, 6–4                               |
| 2004                     | Cara Black Rennae Stubbs (4)               | Elena Likhovtseva Magdalena Maleeva        | 6–0, 6–1                               |
| 2005                     | Janette Husárová Elena Likhovtseva         | Lindsay Davenport Corina Morariu           | 6–4, 6–3                               |
| 2006                     | Lisa Raymond (3) Samantha Stosur           | Cara Black Rennae Stubbs                   | 6–2, 6–1                               |
| 2007                     | Lisa Raymond (4) Samantha Stosur (2)       | Vania King Rennae Stubbs                   | 7–6(8–6), 3–6, 7–5                     |
| 2008                     | Vania King Nadia Petrova                   | Lisa Raymond Samantha Stosur               | 6–1, 6–4                               |
| ↓ Premier 5 tournament ↓ |                                            |                                            |                                        |
| 2009                     | Alisa Kleybanova Francesca Schiavone       | Daniela Hantuchová Ai Sugiyama             | 6–4, 6–2                               |
| 2010                     | Iveta Benešová Barbora Strýcová            | Shahar Pe'er Peng Shuai                    | 6–4, 4–6, [10–8]                       |
| 2011                     | Liezel Huber Lisa Raymond (5)              | Gisela Dulko Flavia Pennetta               | 7–6(7–4), 0–6, [10–6]                  |
| 2012                     | Raquel Kops-Jones Abigail Spears           | Anna-Lena Grönefeld Květa Peschke          | 6–1, 6–4                               |
| 2013                     | Cara Black (2) Sania Mirza                 | Chan Hao-Ching Liezel Huber                | 4–6, 6–0, [11–9]                       |
| ↓ WTA 500 ↓              |                                            |                                            |                                        |
| 2014                     | Cara Black (3) Sania Mirza (2)             | Garbiñe Muguruza Carla Suárez Navarro      | 6–2, 7–5                               |
| 2015                     | Garbiñe Muguruza Carla Suárez Navarro      | Chan Hao-ching Latisha Chan                | 7–5, 6–1                               |
| 2016                     | Sania Mirza (3) Barbora Strýcová (2)       | Liang Chen Yang Zhaoxuan                   | 6–1, 6–1                               |
| 2017                     | Andreja Klepač María José Martínez Sánchez | Daria Gavrilova Daria Kasatkina            | 6–3, 6–2                               |
| 2018                     | Miyu Kato Makoto Ninomiya                  | Andrea Sestini Hlaváčková Barbora Strýcová | 6–4, 6–4                               |
| 2019                     | Chan Hao-ching Latisha Chan                | Hsieh Su-wei Hsieh Yu-chieh                | 7–5, 7–5                               |
| 2020 2021                | Anulat din cauza pandemiei de COVID-19     | Anulat din cauza pandemiei de COVID-19     | Anulat din cauza pandemiei de COVID-19 |
| 2022                     | Gabriela Dabrowski Giuliana Olmos          | Nicole Melichar-Martinez Ellen Perez       | 6–4, 6–4                               |
| 2023                     | Ulrikke Eikeri Ingrid Neel                 | Eri Hozumi Makoto Ninomiya                 | 3–6, 7–5, [10–5]                       |
| 2024                     | Shuko Aoyama Eri Hozumi                    | Ena Shibahara Laura Siegemund              | 6–4, 7–6(7–3)                          |

## Galerie

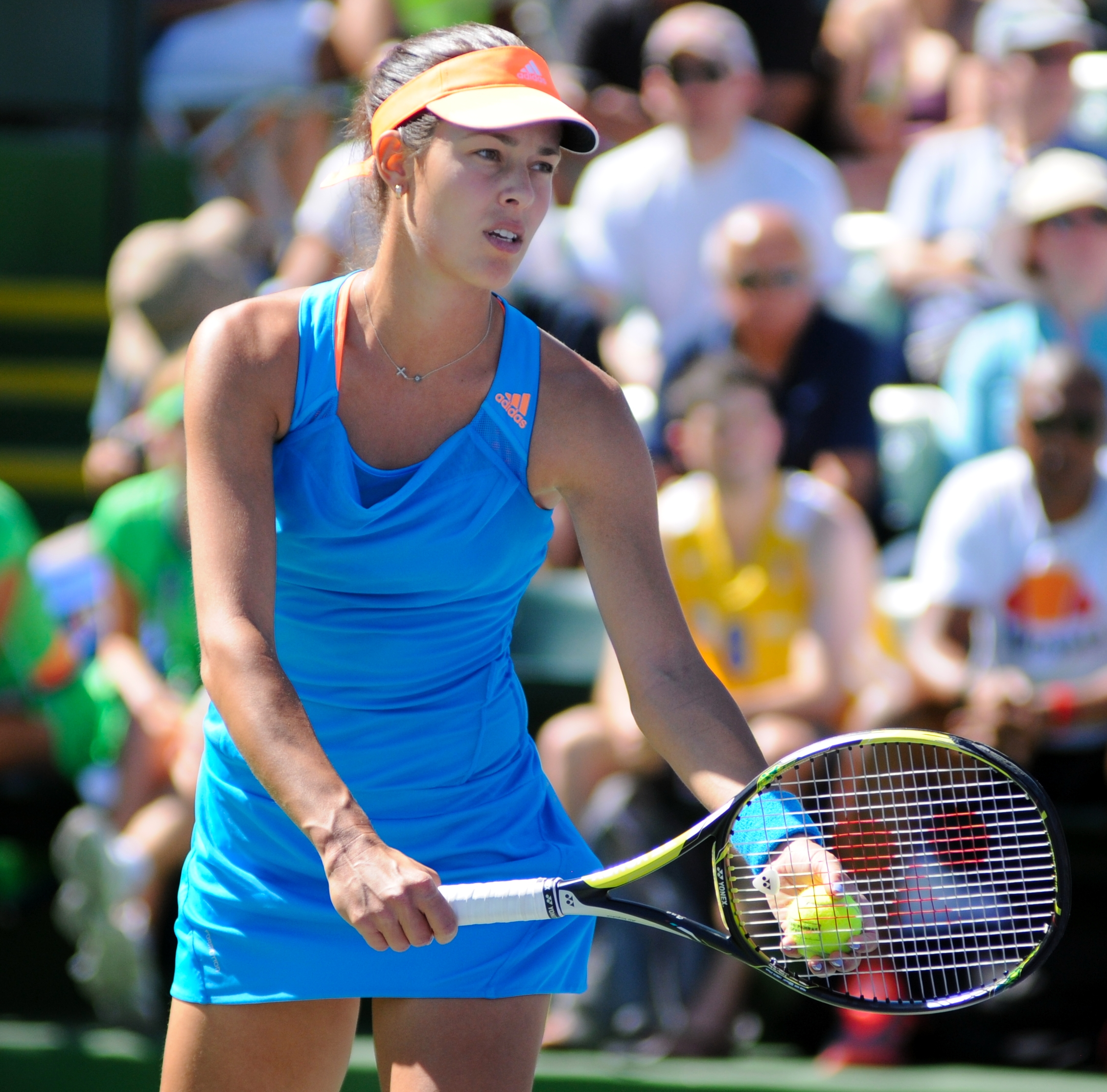
Ana Ivanovic, 2014
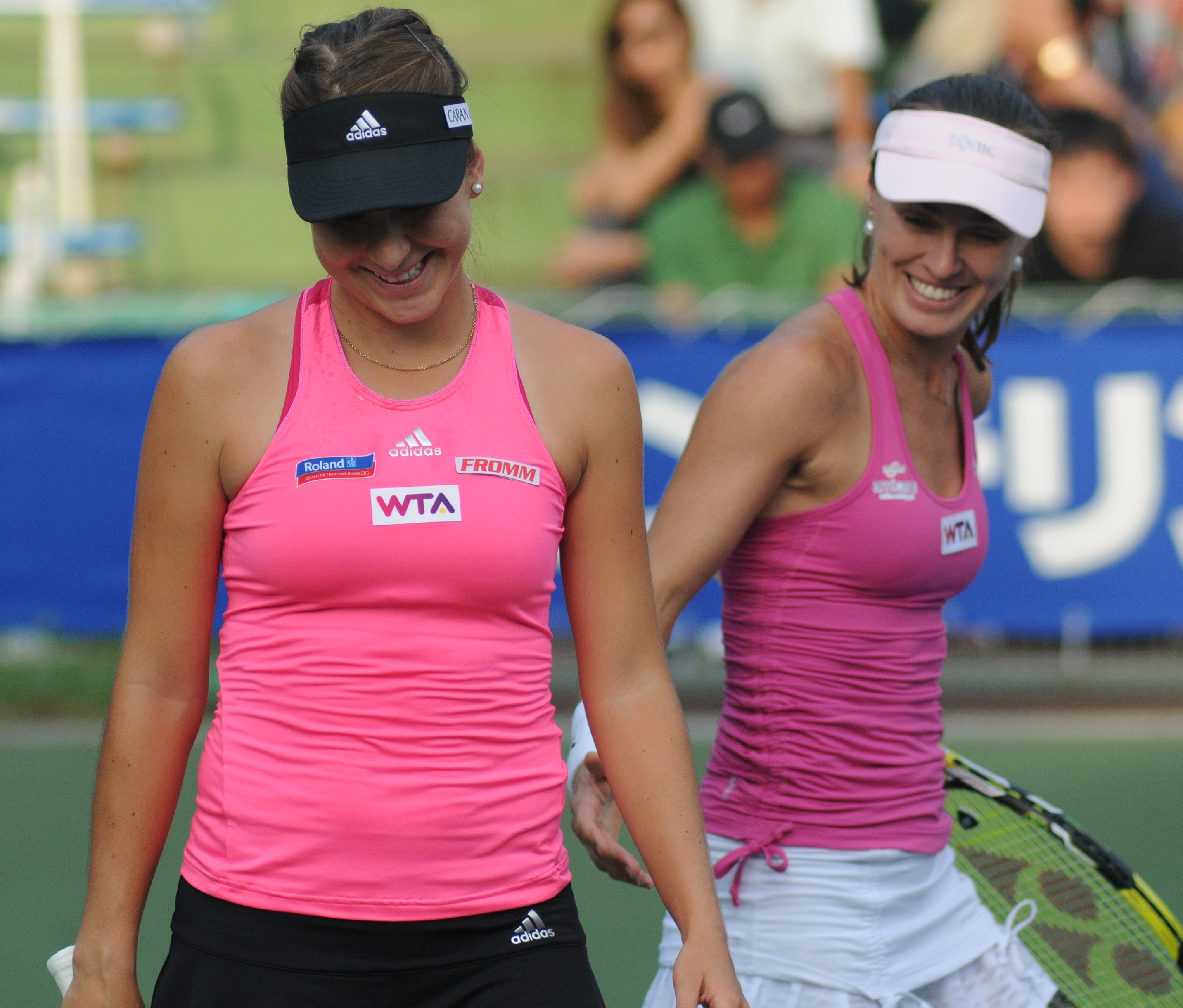
Belinda Bencic & Martina Hingis, 2014
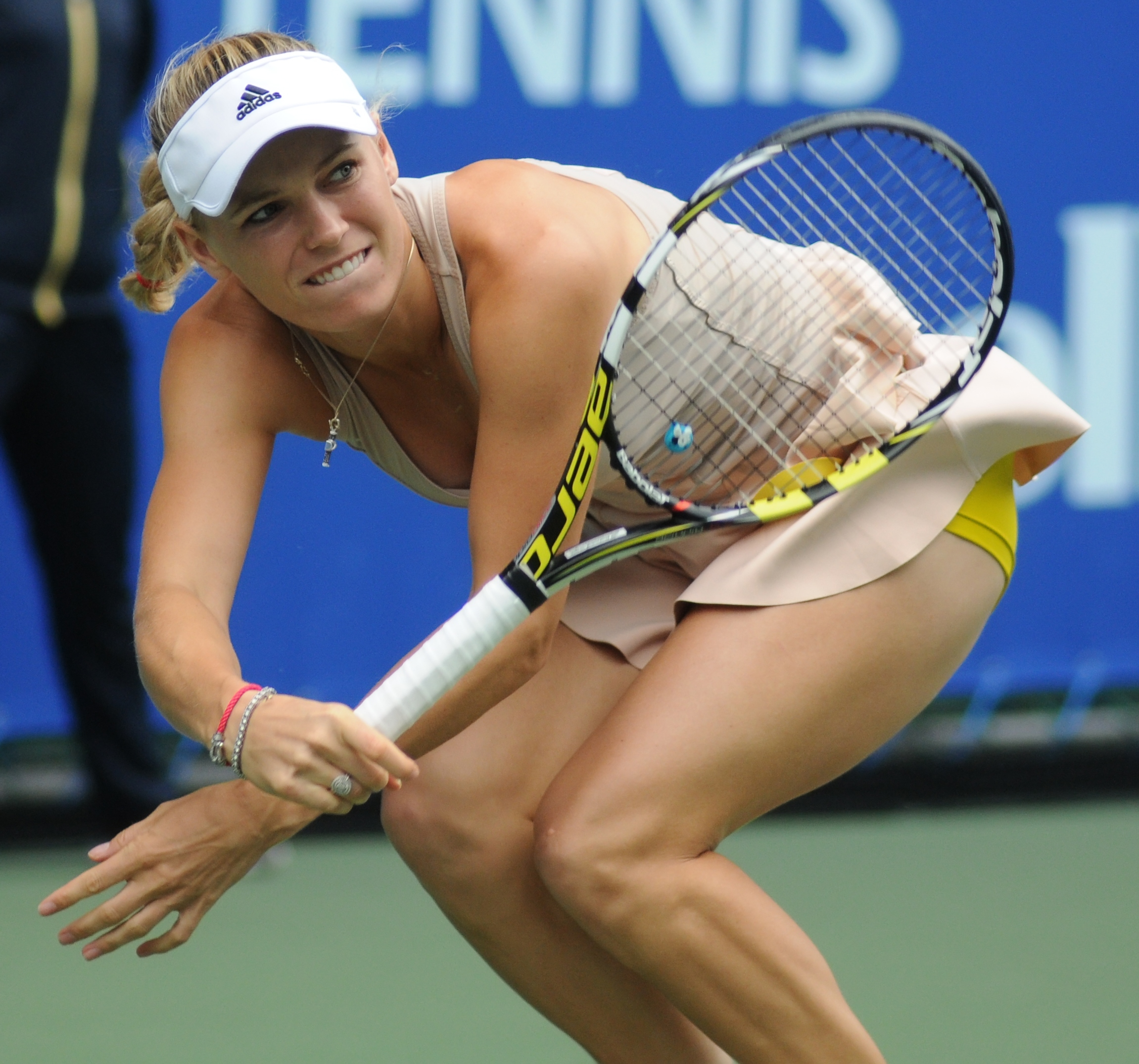
Caroline Wozniacki, 2014
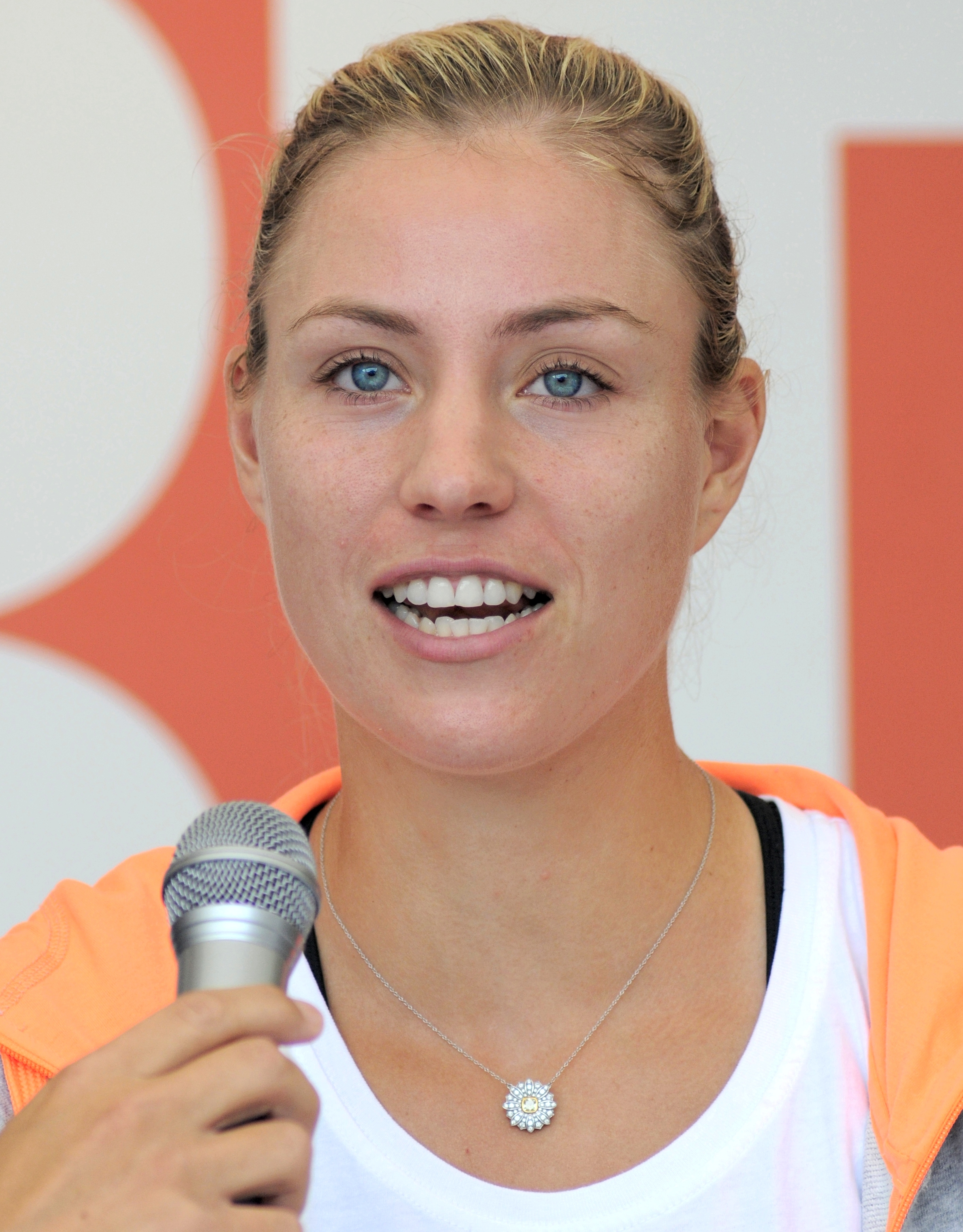
Angelique Kerber, 2014
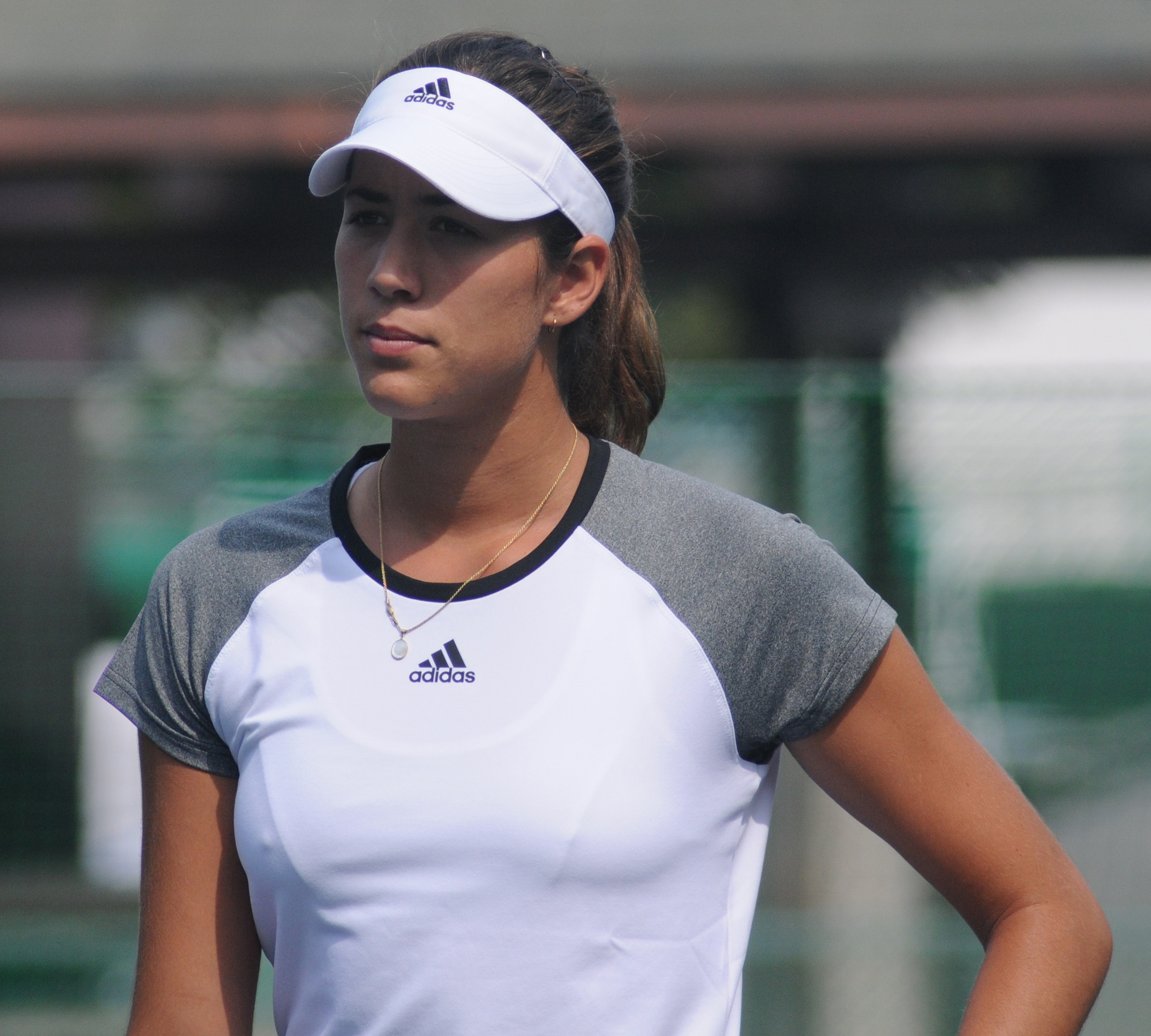
Garbiñe Muguruza, 2014
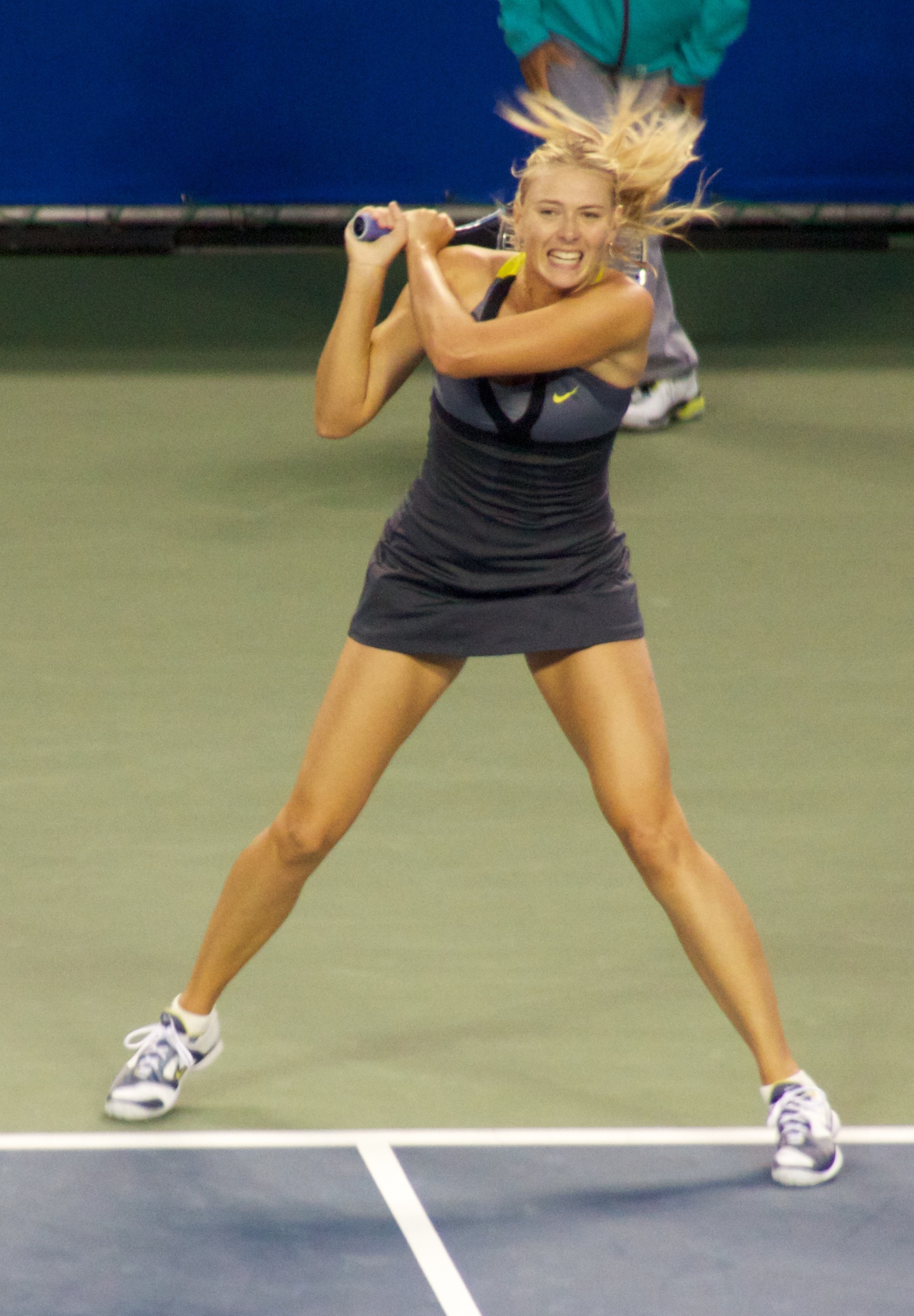
Maria Șarapova, 2011